# Астакаси
Астака́си (рос. Астакасы, чув. Астакасси) — присілок у складі Маріїнсько-Посадського району Чувашії, Росія. Входить до складу Приволзького сільського поселення.
Населення — 269 осіб (2010; 304 у 2002).
Національний склад:
- чуваші — 97 %